# 韓国外国語大学校
韓国外国語大学校（ハングクがいこくごだいがっこう、朝鮮語: 한국외국어대학교、英語: Hankuk University of Foreign Studies）は、大韓民国の私立大学。略称は韓国外大、外大、HUFS。

## 概観
45の言語について外国語学科が設置されており、同国でもっとも多様な言語を教育・研究する機関の一つであるとともに、世界でも3番目の外国語学科数を誇る。また、日韓国交正常化以前に初めて日本と日本語に関する専攻を設置した大学でもあり、多数の日本語研究者を輩出している。
同校の通訳翻訳大学院は、東アジア地域において唯一、世界通訳翻訳大学及び大学院協会へ加入した、韓国を代表する通訳・翻訳研究機関として広く知られている。
2020年QS世界大学ランキング402位であり、主要学科である現代言語学はQS全世界大学学科のランキング45位だった。

## キャンパス

### ソウルキャンパス
- 所在地：ソウル特別市東大門区
- 交通アクセス：韓国鉄道公社京元線（京元電鉄線）外大前駅

本部キャンパスであるが、郊外のグローバルキャンパスと比べるとかなり小規模（8万2000平米）である。慶熙大学校の本部キャンパスに隣接している。

### グローバルキャンパス
- 所在地：京畿道龍仁市

自然に囲まれた郊外型のキャンパス。280万平米の広大な敷地の中には専用のバスも走っている。すぐ隣に龍仁韓国外国語大学校付設高等学校が位置する。
日本統治時代には東京からの首都移転候補地とされていたとされている。

## 歴史
- 1954年4月20日 - ソウル特別市鍾路区鍾路2街82番地に韓国外国語大学を開校。当時の開設学科は、英・仏・中・独・露の5学科。
- 1957年9月1日 - 現在のソウルキャンパスの位置にキャンパスを移転。
- 1961年4月1日 - 日本語学科を開設。終戦後の韓国では初めて。
- 1980年10月2日 - 韓国外国語大学校が発足（総合大学への昇格）。
- 1981年8月25日 - 龍仁キャンパスにて講義を開始。
- 2004年2月28日 - サイバー外国語大学校（インターネット教育システム）を開校。

## 組織

### 学部（ソウルキャンパス）
ソウルキャンパスには9つの単科大学と4つの独立学部がある。
英語大学
- ELLT学科
- 英米文学·文化学科
- EICC学科

西洋語大学
- フランス語学部
- ドイツ語科
- ロシア語科
- スペイン語科
- イタリア語科
- ポルトガル語科
- オランダ語科
- スカンジナビア語

アジア言語文化大学
- マレー・インドネシア語科
- アラビア語科
- タイ語科
- ベトナム語科
- インド語科
- トルコ・アゼルバイジャン語科
- ペルシア語科
- モンゴル語科

中国学大学
- 中国言語文化学部
- 中国外交通商学部

日本学大学
- 日本言語文化学部
- 融合日本地域学部

社会科学大学
- 政治外交学科
- 行政学科
- メディアコミュニケーション学部

商経大学
- 国際通商学科
- 経済学部

経営大学
- 経営学部

師範大学
- 英語教育科
- 韓国語教育科
- 外国語教育学部
  - フランス語教育専攻
  - ドイツ語教育専攻
  - 中国語教育専攻

- 国際学部
- LD学部
- LT学部
- KFL学部

### 学部（グローバルキャンパス）
グローバルキャンパスには8つの単科大学と4つの独立学部がある。
人文大学
- 哲学科
- 史学科
- 言語認知科学科

通翻訳大学
- 英語通翻訳学部
- ドイツ語通翻訳学科
- スペイン語通翻訳学科
- イタリア語通翻訳学科
- 中国語通翻訳学科
- 日本語通翻訳学科
- アラビア語通翻訳学科
- マレー･インドネシア語通翻訳学科
- タイ語通翻訳学科

東ヨーロッパ学大学
- ポーランド語科
- ルーマニア語科
- チェコ・スロバキア語科
- ハンガリー語科
- セルビア・クロアチア語科
- ウクライナ語科

国際地域大学
- フランス学科
- ブラジル学科
- ギリシャ·ブルガリア学科
- インド学科
- 中央アジア学科
- アフリカ学部
- ロシア学科
- 韓国学科

経商大学
- GBT学部
- 国際金融学科

自然科学大学
- 数学科
- 統計学科
- 電子物理学科
- 環境学科
- 生命工学科
- 化学科

工科大学
- コンピューター工学部
- 情報通信工学科
- 電子工学科
- 産業経営工学科

融合人材大学
- 融合人材学部
- バイオメディカル工学部
- グローバルスポーツ産業学部
- グローバル自由専攻学部（人文）
- グローバル自由専攻学部（自然）

### 両キャンパス共通学部
ソウルキャンパスとグローバルキャンパスの共通の単科大学である。教養科目を教える。
ミネルバ教養大学

### 大学院
大学院はソウルキャンパスにある。 1つの一般大学院と3つの専門大学院、そして5つの特殊大学院がある。
- 一般大学院
- 通翻訳大学院
- 国際地域大学院
- 法学専門大学院
- 教育大学院
- 政治行政言論大学院
- 経営大学院
- TESOL大学院
- KFL大学院

## スポーツ・サークル・伝統
特にスポーツが盛んではないが、各キャンパスの言語学科同士が模擬W杯や模擬WBCなどを行う。また、毎年学生らが自主的に行う「模擬国連総会」が有名である。

## 日本の主な姉妹提携校
- 東北学院大学
- 神田外語大学
- 城西国際大学
- 上智大学
- 法政大学
- 早稲田大学
- 東洋大学
- 立教大学
- 東京外国語大学
- 天理大学

## 主な出身者
- アン・ソンギ（俳優）
- ESTi（作曲家）
- キム・ジソク（俳優）
- 金辰明（小説家）
- 金淑賢（政治学者、東北大学大学院准教授）
- 金秉準（政治家、元青瓦台政策室長）
- チャ・インピョ（俳優）
- マイク・ホンダ (政治家) - 名誉政治学博士
- ユンナ（歌手）
- 林秀卿（学生運動家）

## 主な教員
- 李鐘允（経済学者、韓日経済協会副会長）- 名誉教授